# Poecile songarus
Poecile songarus là một loài chim trong họ Paridae.